# Rio Trutas
O rio Trutas é um rio de Portugal, com nascente na Serra da Coroa (Travanca) e foz no Rio Tuela. Tem como um dos principais afluentes a Ribeira da Fonte, que nasce em Lagarelhos e desagua em Rio de Fornos. Tem vários açudes, moinhos, pontes e outros locais de interesse histórico e turístico. Ladeia vários montes onde assentam povoados pré-históricos e castros romanizados.